# Ein Fall von Liebe – Annas Baby
Ein Fall von Liebe – Annas Baby ist ein Fernsehfilm mit Francis Fulton-Smith, der am 23. Oktober 2014 auf dem öffentlich-rechtlichen Sender Das Erste ausgestrahlt wurde. Der Film wurde im Auftrag der ARD und des Mitteldeutschen Rundfunks produziert. Es ist der dritte Fernsehfilm der Reihe Ein Fall von Liebe.

## Handlung
Speditionsfahrer Max will mit seiner schwangeren Freundin eine Familie gründen. Ausgerechnet jetzt erhält er jedoch wegen einer Lappalie die Kündigung. Er beauftragt den ambitionierten Rechtsanwalt Florian Faber und zieht gegen die Kündigung vor Gericht. Die Kündigung sieht aus wie ein Routinefall. Dort wird bekannt, dass er seine hochschwangere Freundin Anna ausgerechnet mit der Entlastungszeugin betrogen hat. Dadurch bricht Fabers Verteidigung wie ein Kartenhaus in sich zusammen.
Jetzt verliert Max nicht nur seinen Job, auch seine Freundin Anna gibt ihm den Laufpass. Nachdem sie erst im Gericht vom Betrug ihres Freundes erfahren hatte, will sie nichts mehr mit ihm zu tun haben und verschwindet. Anna hat beim Ex-Kollegen Florian Fabers Peter Braun und dessen Frau Katharina, die sich schon lange ein Kind wünschte und die Hoffnung darauf inzwischen aufgegeben hat, Unterschlupf gefunden. Katharina bietet Anna an, bei ihr auch nach der Entbindung zu wohnen und das Kind gemeinsam aufzuziehen.
Der sozial engagierte Anwalt und die kritische Journalistin Sarah Pohl sind nach einigen anfänglichen Animositäten ein Paar geworden, aber von Friede, Freude, Eierkuchen kann bei ihnen keine Rede sein. Sarah stellt sich die Frage, wie konnte Max’ Boss etwas von der Affaire wissen. Sarah vermutet, dass Max’ zwielichtiger Chef Penkalla seine Mitarbeiter heimlich von einer Detektei überwachen lässt. Unter dem Vorwand, der Detektei einen Auftrag für Überwachungsmaßnahmen erteilen zu wollen, erkundigt sie sich danach, wie man bei der Ermittlung der Daten für ihren angeblichen Auftraggeber vorgehen wolle. Das wollte ihr der Detektiv zwecks Eigenschutz jedoch erst mitteilen, wenn sie den Auftrag erteilt und einen Vorschuss bar bezahlt hätte. Nachdem sie einen Teilbetrag des geforderten Vorschusses bezahlt hat, verrät ihr der Detektiv anhand der Überwachung seines eigenen Büros, wie er die Räumlichkeiten seiner Auftraggeber durch unsichtbare Kameras und Mikrofone überwachen lässt. Währenddessen erhält Faber einen Notruf von Anna. Sie fühlt sich plötzlich bei der wohlhabenden Frau seines Ex-Kollegen, die sie aufgenommen hatte, nicht mehr so richtig wohl. Die meint es offensichtlich etwas zu gut mit ihr. Faber holt sie mit Max heraus.
Inzwischen hat Anwalt Faber mit Unterstützung seines Ex-Kollegen Braun die Durchsuchung der Logistikfirma Penkallas organisiert. Die Polizei findet die Überwachungstechnik und stellt sie gegen den Willen des Detektivs sicher.
Inzwischen hat Anna entbunden. Als Max sie besuchen will, ist das Baby plötzlich verschwunden. Anna und der Anwalt sind sich sicher, wo sie das Baby finden können und holen es zurück. Faber und seiner Partnerin wird klar, dass sie in eine brisante Form von Kriminalität verwickelt waren: Der profitgierige Fuhrparkunternehmer will seine Angestellten durch billige, ausländische Zeitarbeiter ersetzen. Um einen Kündigungsgrund zu finden, ließ er seine Mitarbeiter unerlaubt heimlich überwachen.